# Помыкалов, Ильдар Валерьевич
Ильдар Валерьевич Помыкалов (род. 9 июня 1971 года в Уфе) — российский легкоатлет.  Двукратный чемпион (2000, 2004) и двукратный бронзовый призёр (1996, 2008) Паралимпийских игр. Заслуженный мастер спорта России.
Его родной дядя - Анатолий Помыкалов, серебряный призёр Паралимпийских игр в беге на 800 метров.

## Награды и звания
- Мастер спорта России международного класса (1993).
- Заслуженный мастер спорта России (2000).
- Орден Дружбы народов (2000, Башкортостан).
- Орден Дружбы (6 апреля 2002 года) — за большой вклад в развитие физической культуры и спорта, высокие спортивные достижения на XI Паралимпийских играх 2000 года в Сиднее (Австралия)[1].
- Орден «За заслуги перед Республикой Башкортостан» (2004, Башкортостан).
- Орден Почёта (10 августа 2006 года) — за большой вклад в развитие физической культуры и спорта, высокие спортивные достижения на XII Паралимпийских летних играх 2004 года в городе Афинах (Греция).[2]
- Орден Салавата Юлаева (2008, Башкортостан).
- Медаль ордена «За заслуги перед Отечеством» II степени (30 сентября 2009 года) — за большой вклад в развитие физической культуры и спорта, высокие спортивные достижения на XIII Паралимпийских летних играх 2008 года в городе Пекине (Китай).[3]